# Biton habereri
Biton habereri är en spindeldjursart som först beskrevs av Kraepelin 1929.  Biton habereri ingår i släktet Biton och familjen Daesiidae. Inga underarter finns listade.